# Пейзера, Гвендаль
Гвенда́ль Пейзера́ (фр. Gwendal Peizerat; род. 21 апреля 1972, Брон, Франция) — французский спортсмен, завоевавший в паре с Мариной Анисиной титулы чемпиона мира в 2000 году и олимпийского чемпиона в 2002 году по фигурному катанию (спортивные танцы на льду). В паре с Мариной Морель он вице-чемпион мира среди юниоров 1991 года.

## Карьера
Гвендаль Пейзера начал заниматься фигурным катанием в возрасте 4-х лет. В паре с Мариной Морель он завоевал бронзовую медаль на чемпионате мира среди юниоров в 1989 году и серебряную — в 1991 году. В промежутке между этими двумя турнирами, на юниорском чемпионате мира 1990 года, пара финишировала рядом с пьедесталом.
В 1993 году Гвендаль Пейзера получил предложение составить пару российской фигуристке, чемпионке мира среди юниоров Марине Анисиной, оставшейся без партнёра. Вместе они начали выступать за Лион, а после получения Анисиной французского гражданства стали официально представлять Францию на Олимпийских играх, поскольку выступать за Россию Пейзера отказался.
Косвенно Анисина и Пейзера были вовлечены в скандал на Олимпийских играх 2002 года. Именно в обмен на их победу, по утверждениям обвиняющей стороны, французская судья Мари-Рейн Ле Гунь, судившая парное катание, поставила на первое место российскую пару Елена Бережная — Антон Сихарулидзе.
После победы на Олимпийских играх 2002 года пара Анисина — Пейзера завершила карьеру и на чемпионате мира 2002 года участия не принимала. С тех пор они выступают в различных ледовых шоу.

## После спорта
Во время спортивной карьеры Гвендаль Пейзера окончил университет по специальностям «спортивный менеджмент» и «химия» и в настоящее время работает спортивным комментатором на канале «Eurosport». Кроме того, Гвендаль увлекается игрой на фортепиано, верховой ездой, альпинизмом и водными лыжами.
В 2003 году он принял участие в известном французском шоу «Форт Боярд»: в одном из выпусков по ходу игры он вывихнул левое плечо, однако не прекратил досрочно задание и выполнил его до конца.
В 2008 году Гвендаль Пейзера принял участие в телешоу российского канала РТР «Звёздный лёд», которое выиграл в паре с телеведущей Лерой Кудрявцевой.

## Государственные награды
- Кавалер ордена Почётного легиона (2003 год)
- Кавалер Национального ордена Заслуг (1998 год)

## Разное
- Пара Анисина — Пейзера обладает особым стилем, отличающим её от других танцевальных пар. Их фирменным отличием являются поддержки, выполняемые не партнёром, а партнёршей (Фото 1, фото 2, фото 3, фото 4, фото 5, фото 6, фото 7).

## Спортивные достижения
(с Анисиной)
| Event                   | 1993—1994 | 1994—1995 | 1995—1996 | 1996—1997 | 1997—1998 | 1998—1999 | 1999—2000 | 2000—2001 | 2001—2002 |
| ----------------------- | --------- | --------- | --------- | --------- | --------- | --------- | --------- | --------- | --------- |
| Зимние Олимпийские игры |           |           |           |           | 3         |           |           |           | 1         |
| Чемпионаты мира         | 10        | 6         | 4         | 5         | 2         | 2         | 1         | 2         |           |
| Чемпионаты Европы       | 12        | 5         | 4         | 4         | 3         | 2         | 1         | 2         | 1         |
| Чемпионаты Франции      | 2         | 2         | 1         | 1         | 1         | 1         | 1         | 1         |           |
| Финалы Гран-при         |           |           |           | 3         | 3         | 2         | 1         |           | 2         |
| Trophée Lalique         | 3         | 1         | 2         | 1         | 2         | 1         | 1         | 1         | 1         |
| NHK Trophy              | 5         | 3         | 1         | 2         |           | 1         | 1         | 1         | 1         |
| Skate Canada            |           |           | 2         | 2         |           |           |           | 1         |           |
| Skate America           |           | 2         |           |           |           | 1         |           |           |           |
| Sparkassen Cup          |           | 1         |           |           | 2         |           |           |           |           |
| Мемориал Ондрея Непелы  | 1         |           |           |           |           |           |           |           |           |
| Pirouetten              | 5         |           |           |           |           |           |           |           |           |

(с Морел)
| Соревнования                  | 1988—1989 | 1989—1990 | 1990—1991 | 1991—1992 | 1992—1993 |
| ----------------------------- | --------- | --------- | --------- | --------- | --------- |
| Чемпионаты Европы             |           |           |           | 12        |           |
| Чемпионаты мира среди юниоров | 3         | 4         | 2         |           |           |
| Чемпионаты Франции            |           |           |           | 3         | 2         |